# أرتق قليتش تششمة
أرتق قليتش تششمة (بالفارسية: ارتق قلیچ‌چشمه) هي قرية تقع في غلستان في إيران. يقدر عدد سكانها بـ 90 نسمة .